# Пункт назначения: Весенний отрыв
«Пункт назначения: Весенний отрыв» (англ. Final Destination: Spring Break) — серия комиксов издательства «Zenescope Entertainment» из 5 выпусков, написанная по мотивам знаменитой кинофраншизы «Пункт назначения». Изначально выпуски выходили отдельно, а позже изданы под одной обложкой с мини-комиксом «Жертва» (англ. Sacrifice), до этого выходившего в ограниченной серии DVD с третьим фильмом.

## Релиз
Серия комиксов издательства «Zenescope Entertainment» основана на концепции франшизы ужасов «Пункт назначения». В сентября 2009 года первый выпуск стал доступен для чтения онлайн. Первоначально все 5 выпусков выходили отдельно, но позже были изданы под одной обложкой вместе с бонусом — мини-комиксом «Жертва» (англ. Sacrifice), ранее выпущенным вместе с ограниченной серией DVD с третьим фильмом.Изначально серия выходила под названием «Пункт назначения: Смерть никогда не берёт выходной» (англ. Final Destination: Death Never Takes A Vacation), но в коллекционном издании появился подзаголовок «Весенний отрыв» (англ. Spring Break).

## Сюжет
Группа студентов колледжа отправляется на весенние каникулы в Канкун. Но в первый же вечер после приезда происходит страшная катастрофа — из-за утечки газа в отеле, в котором заселились ребята, происходят взрыв и пожар, в котором погибают 679 человек. И лишь зловещее предвидение девушки Карли спасает её жизнь и жизни её друзей. Ребята решают остаться в Канкуне и постараться забыть о кошмаре, который они пережили, однако они не подозревают, что худшее ещё впереди: Смерть нещадно расправляется с теми, кому посчастливилось сбежать от неё, и друзья Карли начинают погибать один за другим…

## Выпуски
№ 1. Группа ребят отправляется на весенние каникулы в Канкун. Во время рейса одной из девушек, Карли Хаган, приходит видение страшного взрыва в отеле, в котором погибают 679 человек и все её друзья. Придя в себя, Карли понимает, что это всего лишь сон, но что-то мешает ей забыть о пугающем видении. Во время вечеринки в отеле по случаю своего дня рождения Карли всё же убеждает друзей покинуть отель и вскоре её страхи подтверждаются — взрыв и пожар в отеле происходят наяву. Ребята встречают рассвет на набережной и решают остаться в Канкуне.
№ 2. Ребята продолжают отдых в Канкуне. Но во время парасейлинга катер, на котором находились ребята, неожиданно теряет управление и на бешеной скорости несётся прямо на скалы. Один из друзей Карли, Крис, решает вытащить мотор катера из воды, чтобы замедлить его ход, но из-за непрочного крепления мотор опрокидывается и его винт падает на спину Криса и убивает его. В больнице Карли рассказывает всем о таинственных видениях, в которых перед ней встали сцены утечки газа в отеле, приведшей к взрыву, и гибели Криса. Брайан узнаёт, что отель незадолго до взрыва кроме них покинули ещё 3 человека. Подруга Карли, Кейт, осталась в больнице для медобследования и вскоре погибает, упав на учебный скелет после отравления ртутью из надколовшегося градусника.
№ 3. После встречи с ещё тремя покинувшими отель до взрыва (Джино, Джереми и Дженой) ребята решают держаться вместе. Встреча Карли с одноглазым шаманом во время экскурсии к руинам племени майя подтверждает её опасения — у Смерти есть свой план относительно компании друзей Карли, выживших во время взрыва отеля. Во время этой же экскурсии ребята видят статую Богини Луны, которая оказывается очень похожа на Карли. Во время дайвинга упавший обломок скалы ломает акваланг Джино, тот резко всплывает прямо над лодкой и пробивает головой её стеклянный пол; очень крупный осколок стекла насквозь протыкает голову Джино. Карли и её друзья решают покинуть Канкун на последнем самолёте (объявлено штормовое предупреждение из-за надвигающегося урагана Джейн), но во время посадки происходит очередная трагедия — водителю погрузчика становится плохо, тот резко едет вперёд и врезается в телетрап. Телетрап разрушается и падает на землю, погибают Джереми и Джена. Вылет рейса отменён.
№ 4. Из-за штормового предупреждения все рейсы отменены, корабли не ходят, на дорогах пробки, отсутствуют мобильная связь и Интернет. Понимая, что Смерть близка, Брайан решает больше не скрывать своих чувств к Карли и наслаждаться каждым часом отведённого ему времени. Джейк тем временем слишком запуган, чтобы обратить внимание на то, что его подруга увлечена другим парнем. Во время отдыха с джакузи Аманда купается в бассейне, но из-за короткого замыкания тент над бассейном начинает закрываться. Аманда пытается доплыть до конца бассейна, но захлёбывается и тонет. После этого у Мэтта сдают нервы и он сбегает от остальных, обвиняя Карли в смерти друзей. На улице Мэтт едва не попадает под грузовик, но случайно оказывается в месте, где недавно отстрелял фейерверк и несколько несработавших зарядов выстрелили прямо в Мэтта.
№ 5. В живых остались лишь трое (Карли, Брайан и Джейк), однако ребятам грозит опасность: ураган Джейн добрался до Канкуна, круша и сметая всё на своём пути. На крышу небольшого отеля, в котором укрылись ребята, пытается сесть вертолёт детектива Гарсия (это последний шанс выбраться из города). Джейк, устав ждать, бежит к вертолёту, но резкий порыв ветра опрокинул вертолёт вправо и его несущий винт убивает Джейка; потеряв управление, вертолёт падает на крышу отеля и взрывается, в отеле начинается пожар. Карли и Брайан успевают покинуть отель незадолго до взрыва и идут по городу сквозь ураган, пока не находят укрытие в местном бюро ритуальных услуг. Они решают спрятаться внутри стоявших гробов и в этот момент у бюро обрушивается крыша, но её кровля падает на гроб, в котором прятался Брайан, и тот погибает. Осталась только Карли. Неожиданно в зеркале она видит того самого одноглазого шамана и статую Богиню Луны и, кроме того, в отражении появилась сама Карли. После этого все трое исчезли, ураган Джейн прекратился, а Канкун начал возвращаться к  привычной жизни.

## Отсылки
- В первом выпуске по телевизору в номере отеля, в который заселились ребята, «транслируется» фильм «Ад в поднебесье».
- Также в первом выпуске упоминается пожар в отеле «MGM Grand Hotel & Casino», произошедший в 1980 году.
- В третьем выпуске фигурирует число 180 — это номер последнего рейса, на котором Карли и её друзья собирались улететь из Канкуна.

## Жертва

Обложка комикса «Жертва»

Авторы сюжета — Ральф Тедеско (англ. Ralph Tedesco) и Джо Бруша (англ. Joe Brusha); художник — Джон Толедо (англ. John Toledo); автор обложки — Дэвид Сейдман (англ. David Seidman).
В почти пустом доме главный герой держит в руках листок бумаги. Он рассказывает о своей жизни. Из флешбеков читатели узнают о его первом видении, пришедшем к нему на автобусной станции: у водителя случается сердечный приступ, и автобус, потерявший управление, становится причиной ужасной аварии, унесшей множество жизней. Герой старается убедить своего друга Джима и ещё 56 человек не садиться в автобус, но его никто не слушает, и неуправляемый автобус после столкновения с легковой машиной и фурой падает с моста в реку.
Мужчина считает, что ему невероятно повезло, и он пытается продолжать жить. Но к нему вновь приходит видение о взрыве на заводе, где он работал. Благодаря видению, ему удаётся отговорить четверых своих коллег не идти в тот день на работу, чем спасает им жизнь, но ненадолго: в итоге они все погибли в результате нелепых несчастных случаев (первый во время сбора яблок сорвался с лестницы и упал прямо на ограду с острыми зубьями, второй погиб в ванне от сильного удара током из-за упавшего в воду музыкального центра, а третий попал под собственную газонокосилку). Персонаж пытается предупредить последнего выжившего, но того сбивает поезд.
После 6 месяцев изоляции главный герой договаривается о встрече со своей женой Эммой, сыном Билли и двумя дочерьми у шоссе 1-80. Однако прошлой ночью к нему пришло ещё одно видение: все они погибают в результате взрыва на бензоколонке (красавица Бонни Уокер отвлекает заправщика Чака Питерса, и тот проливает бензин на землю, а затем, глядя вслед отъезжающей машине Бонни, подскальзывается и роняет свою сигару на землю, чем вызывает быстрое воспламенение и скорый взрыв).
Надеясь спасти семью, главный герой переносит встречу. На последней странице выясняется, что листок в руках рассказчика — прощальная записка самоубийцы. Комикс заканчивается в тот момент, когда герой собирается повеситься.

## Критика
На портале «Goodreads» у комикса оценка 3.24 из 5 на основе 59 отзывов.